# Wincenty Kasprzycki

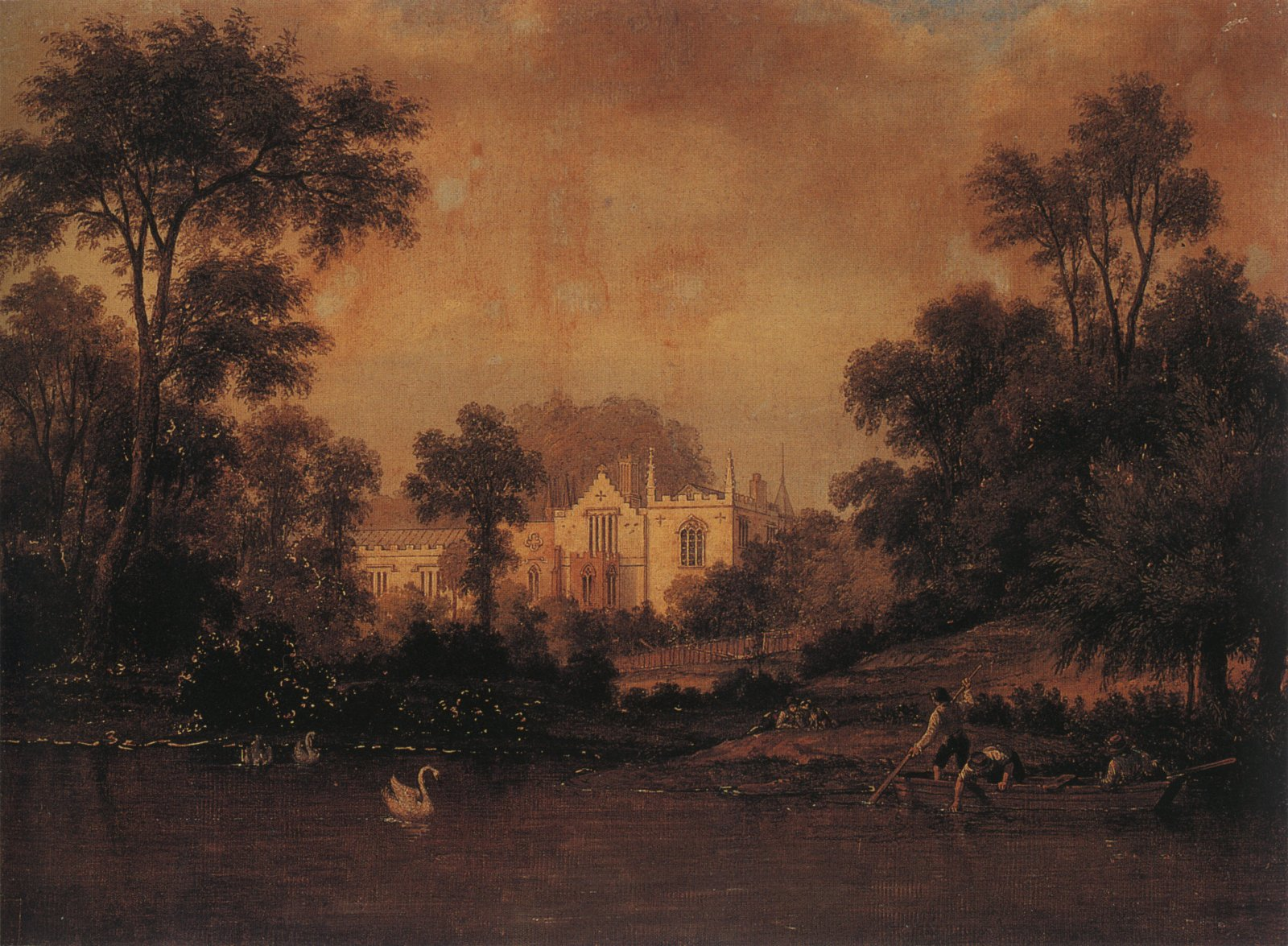
Mühle bei Strawberry in der Nähe der Themse (poln.: Młyn w Strawberry nad Tamizą), 1845, Öl auf Leinwand, Bestand Litauisches Kunstmuseum in Vilnius

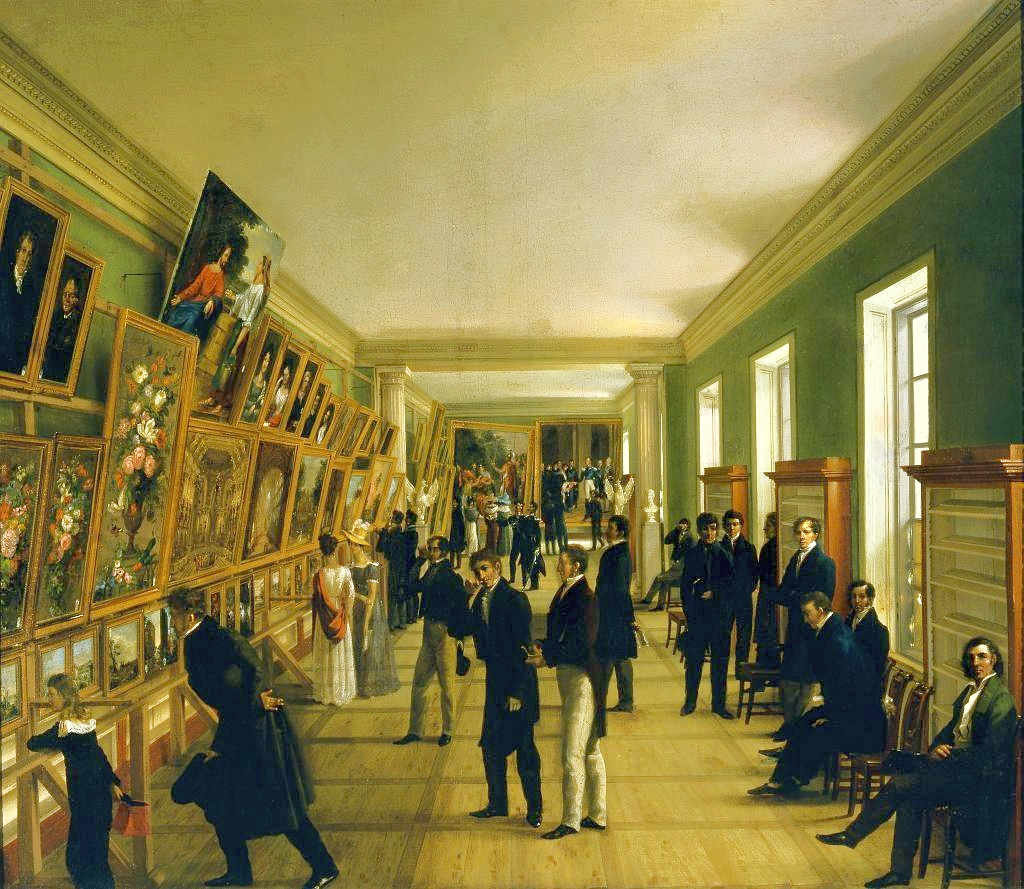
Kunstausstellung in Warschau im Jahr 1828 (poln.: Wystawa Sztuk Pięknych w Warszawie w 1828 roku), 1828, Bestand Warschauer Nationalmuseum

Wincenty Kasprzycki (* 1802 in Warschau; † 27. Mai 1849 ebenda) war ein polnischer Maler und Lithograf. Er gilt als klassizistischer Maler und gehört zu den bedeutendsten polnischen Landschaftsmalern seiner Zeit.

## Leben
Kasprzycki absolvierte eine Lehre bei Konstanty Villani (1751–1824), dem Kurator der Gemäldegalerie des Magnaten Kajetan Jözef Ossoliński (1764–1834). Danach studierte er – finanziell unterstützt von Ossoliński – an der Fakultät der Schönen Künste der Warschauer Universität und von 1821 bis 1828 an der Universität Vilnius unter Jan Rustem (1762–1835). Im Anschluss ließ er sich in Warschau nieder. Von 1832 bis 1838 arbeitete er vorwiegend im Auftrag von Aleksander Potocki, für den er eine Bilderserie mit Ansichten aus der Umgebung Warschaus (Wilanów, Natolin, Powązki-Friedhof u. a.) fertigte.
Kasprzycki malte in Öl, Aquarell und Gouache und spezialisierte sich auf Landschaftsbilder und Stadtansichten (Veduten). Das architektonische Motiv trat hierbei im Laufe der Zeit zugunsten von Genreelementen in den Hintergrund. Seine Lithografien waren vorwiegend Porträts.
Der größte Bestand von Bildern Kasprzyckis befindet sich im Warschauer Nationalmuseum; weitere Werke befinden sich in den Beständen der Museumsgalerie des Wilanów-Palastes, der Mielżyński-Galerie in Posen, dem Litauischen Kunstmuseum in Vilnius sowie dem Lubomirski-Museum in Lemberg.
Sein gleichnamiger Enkel (1906–1965) war ein polnischer Bildhauer.